# Lithobius brandtii
Lithobius brandtii är en mångfotingart som beskrevs av Sseliwanoff 1881. Lithobius brandtii ingår i släktet Lithobius och familjen stenkrypare. Inga underarter finns listade i Catalogue of Life.